# Hypocrites werneri
Hypocrites werneri är en skalbaggsart som beskrevs av Karl Adlbauer 2003. Hypocrites werneri ingår i släktet Hypocrites och familjen långhorningar.
Artens utbredningsområde är Kenya. Inga underarter finns listade i Catalogue of Life.